# Ramón Búa Otero
Ramón Búa Otero (Isla de Arosa, Pontevedra, 28 de abril de 1933 - Vigo, 21 de abril de 2012), fue un obispo español. 
Nacido en la Isla de Arosa el 28 de abril de 1933, Mons. Ramón Búa Otero fue ordenado sacerdote al servicio de la diócesis de Tuy-Vigo el 19 de marzo de 1961. Mons. Ramón Búa es Licenciado en Teología por la Universidad Gregoriana de Roma y Licenciado en Sagrada Escritura por el Pontificio Instituto Bíblico de Roma.
Recibió la ordenación episcopal el 21 de febrero de 1982. Entre 1982 y 1989 fue Obispo de Tarazona y desde 1989 hasta 2003 rigió la Diócesis de Calahorra y La Calzada-Logroño.
En la Conferencia Episcopal Española, ha sido miembro de las Comisiones Episcopales de Enseñanza y Catequesis y de Seminarios y Universidades.
Falleció el 21 de abril de 2012 en Vigo.